# Rein van Duivenboden
Rein van Duivenboden (Waalre, 21 januari 1999) is een Nederlandse acteur, zanger en presentator. Vanaf de oprichting in 2012 tot de beëindiging in juni 2016 was hij een van de zangers van MainStreet. Hij had een rol in de films Stoorzender (2014), Pestkop (2017) en De Vloek van Lughus (2021) en speelde de hoofdrol van Mik in de muziekfilm Hart Beat (2016) en speelde een van de hoofdrollen van de serie De Spa. Daarnaast is hij sinds oktober 2019 te zien in de soapserie Goede tijden, slechte tijden als Bobby. Op 20 november 2020 bracht hij samen met Stefania Liberakakis de single SWIPE uit. Van 2020 t/m 2022 speelde hij in de serie SpangaS de Campus.
In het najaar van 2018 was Van Duivenboden een van de deelnemers aan het programma Boxing Stars. Hij won zijn eerste wedstrijd tegen Kaj van der Voort waardoor hij zich plaatste voor de halve finale, daar won hij van Koen Weijland. In de finale won hij het gevecht van Michael Boogerd. In 2023 was hij een van de bekende Nederlanders in het kinderprogramma De Faker. In 2024 deed Van Duivenboden mee aan het televisieprogramma De Alleskunner VIPS waarin hij op de tweede plaats eindigde.

## Discografie
| Single                                 | Verschijnen | Album | Hitlijsten | Hitlijsten | Hitlijsten | Hitlijsten |
| Single                                 | Verschijnen | Album | NL         | NL         | BE (VL)    | BE (VL)    |
| Single                                 | Verschijnen | Album | Piek       | Weken      | Piek       | Weken      |
| -------------------------------------- | ----------- | ----- | ---------- | ---------- | ---------- | ---------- |
| Why                                    | 21-06-2019  | -     | -          | -          | -          | -          |
| SWIPE (samen met Stefania Liberakakis) | 20-11-2020  | -     | -          | -          | -          |            |